# Igor Starygin
Igor Władimirowicz Starygin (ros. Игорь Владимирович Старыгин; ur. 1946 w Moskwie, zm. 2009 tamże) – radziecki aktor  teatralny i filmowy. Zasłużony Artysta Federacji Rosyjskiej (1993). Pochowany na Cmentarzu Trojekurowskim w Moskwie.

## Wybrana filmografia
- 1993: Tajemnica królowej Anny, czyli muszkieterowie 30 lat później jako Aramis
- 1980: Pierwsze zamążpójście jako Walerij[3]
- 1978: D’Artagnan i trzej muszkieterowie jako Aramis
- 1977: Kurierzy dyplomatyczni jako Janis Auriń[4]
- 1974: Miasta i lata jako Andriej Starcow